# Улица Брюсова (Казань)
Улица Брюсова (тат. Брюсов урамы, Brüsof uramı) — улица в историческом районе Адмиралтейская слобода Кировского района Казани.

## География
Пересекается со следующими улицами:
- Большая улица[вд]
- Сардара Ваисова улица
- Чистоозёрская улица

## История
Возникла не позднее 2-й половины XIX века. До революции 1917 года состояла из двух частей: часть улицы севернее Чистоозёрской улицы носила название улица Заверниха; оставшаяся часть называлась улицей Пенза; обе улицы относилась к 6-й полицейской части. Во второй половине 1920-х гг. улицы были объединены в улицу Заверниха. Современное название присвоено 1 октября 1953 года.
В одном из домов по улице в годы Первой мировой войны располагался госпиталь Всероссийского союза городов.
На 1939 год на улице имелось около 60 домовладений: № 1/73-63 по нечётной стороне и № 2-54 по чётной. В середине 1950-х годов часть домов в конце улицы была перенесена в связи с попаданием в зону затопления Куйбышевского водохранилища.
После введения районного деления в Казани относилась к Кировскому району.

## Примечательные объекты
- № 18 (снесён) — жилой дом завода «Сантехприбор».[16]
- № 50 (снесён) — в этом здании в 1930-е — 1960-е годы располагалась 3-я инфекционная больница.[9][17]
- Кладбище «Бишбалта» в конце улицы.[18]

## Известные жители
- Иовлев, Владимир Александрович — Герой Советского Союза (1945).[19]